# 삼영운수
삼영운수(三永運輸)는 경기도 안양시의 시내버스 회사이다. 주사무소는 경기도 안양시 만안구 일직로 119 석수공영차고지에 있으며, 관양동, 군포공영차고지, 월암공영차고지 등에 영업소를 두고 있다. 계열사로는 시내버스 업체인 보영운수, 마을버스 업체인 편안운수와 덕장운수가 있다. 2013년 현재의 대표이사는 신보영으로, 보영운수 대표를 겸하고 있다.

## 역사
- 1969년 12월 22일: 회사로 설립하여 안양시의 시내버스 사업 시작
- 1980년: 10번단위 노선[1]을 부강교통 (현 보영운수)으로 분리 독립시켰으며, 안양, 군포, 의왕, 과천 등을 대표하는 시내버스 업체로 성장
- 1990년: 안양시 마을버스 사업에 참여
- 2000년：도시형버스 2번 개통과 동시에 선부동영업소를 개설하였다. 얼마안가 2번 버스가 폐선되면서 철수[2]
- 2006년 2월: 과천마을버스 1번을 운행하던 과천영업소를 평촌운수에 매각하여 과천운수가 설립
- 2007년: 마을버스 3번, 3-1번, 7번을 계열사인 동안운수에, 마을버스 1번, 5번을 계열사인 편안운수에 양도
- 2009년: 의왕시 마을버스 업체인 백운여객을 인수
- 2012년 11월: 도시형버스 22번을 계열사인 보영운수에 양도
- 2012년 12월 24일: 경기도 안산시 단원구 선부로에 지점 설치.
- 2013년 2월 27일: 도시형버스 80번 개통
- 2013년 4월 11일: 평촌영업소를 폐쇄함과 동시에 1번 버스를 포일2지구 숲속마을까지 연장
- 2013년 11월: 마을버스 5-3번, 8번을 계열사인 편안운수에 양도와 동시에 마을버스 사업에서 철수
- 2015년 5월 2일: 도시형버스 80번 버스의 노선 일부(충훈부~삼덕공원)가 (석수체육공원 - 관악역, 연현마을 - 안양대교 - 안양1번가) 로 변경
- 2015년 7월: 월암공영차고지 소속 52-1번을 군포부곡버스공영차고지로 이관
- 2016년 5월 17일: 평촌영업소 재개장
- 2016년 5월 :폐차 차량 1대 서울특별시 용마폭포공원 다람쥐 도서관 설치로 서울특별시 중랑구 용마산폭포공원으로 옮김
- 2017년 3월 6일: 광역급행버스 M5333번 개통
- 2018년 7월 16일: 도시형버스 83번 개통
- 2019년 말：평촌스마트베이 전용 주차장을 인수하여 평촌영업소 확장
- 2020년 11월：충훈부영업소에 전기버스충전소를 설치
- 2020년 12월 31일：광역급행버스 M5333번이 준공영제 노선으로 전환과 동시에 기존에 운행하던 차량은 휴차되어 이 중 1대를 계열사인 보영운수에 매각해 직행좌석버스 G9633번에 증차
- 2021년 9월：평촌영업소에도 전기버스충전소 설치
- 2021년 12월：창박골영업소에도 전기버스충전소 설치
- 2022년 8월 9일：도시형버스 83번을 계열사인 보영운수에 매각하였다.

## 현황
2022년 1월 기준이다.
| 운행업체 | 보유 노선수 | 보유 노선수 | 보유 노선수 | 보유 노선수 | 보유 노선수 | 등록 대수 | 등록 대수 | 등록 대수 | 등록 대수 | 등록 대수 |
| -------- | ----------- | ----------- | ----------- | ----------- | ----------- | --------- | --------- | --------- | --------- | --------- |
| 운행업체 | 노선 합계   | 광역급행    | 직행좌석    | 일반좌석    | 시내일반    | 대수 합계 | 광역급행  | 직행좌석  | 일반좌석  | 시내일반  |
| 삼영운수 | 25          | 1           | -           | -           | 24          | 393       | 8         | -         | -         | 385       |

## 운행 노선

### 본사
안양시 만안구 일직로 119 석수공영차고지에 있다.
- ● 1-2번 : 석수동버스공영차고지 - 석수도서관 - 안양중앙시장 - 명학역 - 호계도서관 - 호계사거리.호계전통시장 - 고천.의왕시청 - 금천마을 - 의왕역 - 한국교통대학교 - 부곡중.한국철도기술연구원
- ● 8번: 석수동버스공영차고지 - 창란공원 - 충훈1교 - 박달사거리.박달문화센터 - 안양중앙시장 - 비산사거리 - 안양종합운동장 - 인덕원역 - 호계사거리 - 군포역 - 경기외고 - 우성고등학교
- ● 8-1번 : 차고지입구 - 석수 I park - 연성대학교 - 안양중앙시장 - 비산사거리 - 안양종합운동장 - 인덕원역 - 인덕원센트럴자이아파트사거리
- ● 8-2번 : 석수동버스공영차고지 - KTX 광명역 - 석수 I park - 안양대교 - 안양중앙시장 - 성결대학교.안양아트센터.명학역 - 금정역 - 군포1동행정복지센터.군포역 - 한세대학교 - 경기외국어고등학교 - 우성고등학교
- ● 80번 : 숲속마을3.5단지 - 인덕원역1.8번출구 - 동편마을1.2단지 - 안양종합운동장 - 비산사거리 - 안양1번가.안양고용센터 - 안양대교 - 석수현대아파트.관악역 - 석수역 (2013년 2월 27일 신설)

### 충훈부영업소
안양시 만안구 석수로 220에 위치하며, 석수공영차고지 개장 이전에 본사가 위치하였던 곳이다.
- ● 6번 : 차고지입구 - 충훈2교 - 호현동행정복지센터.한양수자인에듀파크 - 안양역 - 안양1번가 - 성결대학교 - 호계도서관.평촌트리지아1단지 - 범계역 - 안양시청 - 법원검찰청.평촌역 - 벌말초교.한일나래
- ● 81번 : 목감호수풍애.중흥S클래스 - 목감도서관.대명아파트 -한라비발디아파트 - 박달사거리 - 안양역
- ● 88번 : 충훈부 - 석수 I park - 박달사거리.박달문화센터 - 안양중앙시장.안양고용센터 - 명학역 - 금정역 - 금정초등학교 - 산본역 - 수리산역.5단지 - 한라2차아파트입구.청년공간플리잉
- ● 9번 : 충훈부종점 → 석수 I park → 안양중앙시장.안양고용센터 → 비산사거리 → 안양종합운동장 → 인덕원역4호선.인덕원성당 → 정부과천청사역2.3번출구 → 사당역9번출구앞 → 서울대입구역5번출구 → 신림역 → 석수역 → 관악역 → 석수 I park → 충훈부종점 (반시계방향 순환)
- ● 9-3번 : 충훈부종점 → 석수 I park → 동아제약물류센터 → 석수역 → 신림역 → 봉천사거리 → 사당역4번출구 → 정부과천청사역3.11번출구 → 인덕원역8번출구 → 안양종합운동장 → 비산사거리 → 안양1번가 → 석수 I park → 충훈부 (시계방향 순환)

### 평촌영업소
기존 동안구 관양동 1019-1(시민대로 329)에 위치하였던 차고지는 평촌스마트스퀘어 개발로 2013년 4월 11일 폐쇄되었다가 인근 관양동 878-3에 2016년 5월 17일 재개장하였다. 2019년 말에 옆에 있는 평촌스마트베이 전용 주차장을 인수하여 확장하였다. 2021년 9월에는 전기버스충전소가 설치되었다.
- ● 1번 : 평촌차고지 - 평촌역 - 범계역 - 안양우편물류센터 - 명학역 - 주접지하도.삼익아파트 - 관악역 - 석수역 - 구로디지털단지역
- ● 3번 : 평촌차고지 - 꿈마을단지 - 향촌현대아파트 - 목련우성아파트 - 범계역 - 동안구청.달안초등학교.홈플러스 - 이마트.비산사거리.평촌레미안푸르지오 - 안양1번가.안양고용센터 - 박달사거리.박달문화센터 - KTX광명역 - 소하지구 - 철산역
- ● 33번 : 숲속마을3.5단지 - 안양시청 - 범계역 - 백영고등학교 - 계원예술대학교 - 백운사거리 - 롯데프리미엄아울렛타임빌라스 (2021년 8월 26일 신설)
- ● 51번 : 평촌차고지 - 계원예술대학교 - 내손동 - 포일단지 - 벌말초교 - 인덕원역8번출구 - 비산사거리 - 대림대학교 - 관악역 - 석수역 - 구로디지털단지역 (1998년 4월 신설)[4]
- ● M5333번(광역급행버스) : 범계역 - 진흥아파트 - 남부시장 - 안양1번가 - 대동문고 - 안양대교 - 석수역 - 강남순환로 - 삼성서울병원 - 수서역 - 가락시장역 - 송파역 - 석촌호수 - 잠실광역환승센터 (2017년 3월 6일 신설)

### 월암공영차고지
경기도 의왕시 월암공영차고지에 있으며, 2000년대 초반까지 한국철도대학 인근에 차고지가 있었고, 이후 2015년까지 현재의 의왕자연학습공원 주차장 자리에 있었다가 3월에 현위치로 이전하였다.
- ● 1-1번 : 월암공영차고지 - 한국교통대학교 - 의왕역 - 의왕고등학교 - 시티병원 - 갈뫼지구 - 백운고등학교 - 인덕원역 - 정부과천청사역 - 남태령역 - 사당역
- ● 1-5번 : 월암공영차고지 - 한국교통대학교 - 의왕역 - 의왕고등학교 - 시티병원 - 갈뫼지구 - 백운고등학교 - 인덕원역 - 원터마을 (2011년 3월 21일 신설)
- ● 5번 : 월암공영차고지 - 한국교통대학교 - 의왕역2번출구 - 고천.의왕시청 - 안양국제유통단지 - 명학역 - 안양1번가 - 관악역 - 석수역 - 구로디지털단지역 - 신풍역 - 도림동 - 문래동 - 영등포역 (2019년 4월 5일 노선 연장)
- ● 5-2번 : 월암공영차고지 - 장안마을.부곡동주민센터 - 의왕역2번출구 - 우성고등학교 - 평촌과학기술고등학교 - 평촌학원가 - 범계역 - 동안구청 - 비산사거리 - 대림대학교 - 관악역 - 석수역
- ● 52-1번: 금강1단지 - 부곡버스공영차고지 - 의왕역2번출구 - 의왕고등학교 - 우성고등학교 - 평촌공업고등학교 - 평촌아트홀 - 평촌역 - 평촌스마트스퀘어 - 부안중학교 (2010년 8월 16일 신설)
- ● 60-1번 : 월암공영차고지 - 장안마을.부곡동주민센터 - 의왕보건소.노인복지관.청소년수런관 - 우성고등학교 - 평촌센텀퍼스트 - 농수산물시장.포일단지입구 - 오뚜기식품.두산벤처다임 - 인덕원역 - 동편마을 (2011년 12월 19일 기존 60번에서 분리)
- ● 87번 : 금정역 - 군포문화예술회관 - 군포시청 - 산본역 - 한세대학교 - 경기외국어고등학교 - 고천동 - 왕곡초등학교 - 왕곡동마을회관 - 백운사입구

### 군포부곡영업소
2015년 7월 부곡동버스공영차고지의 개장으로 52-1번이 월암동버스공영차고지를 떠나 부곡버스공영차고지를 이용하게 되었다.
- ● 20번 : 금강3단지 - 송정지구입구 - 대야미삼거리 - 대야미역 - 군포보건소 - 용호고등학교 - 군포역 - 금정역 - 명학역 - 안양1번가 - 안양예술공원 - 관악역 - 경인교육대학교 후문 - 시흥동벽산아파트 - 난향동 - 난곡동 - 신대방역 - 구로디지털단지역
- ● 60번 : 군포공영차고지 - 용호고등학교 - 군포역 - 호계사거리 - 범계역 - 동안구청 - 경기게임아이스터고등학교 - 안양종합운동장 - 동편마을

## 이전 운행 노선

### 마을버스
- ● 1번: 안양 박달 예비군훈련장 - 박달초등학교 - 박달우성A - 연성대학교 - 안양1번가 - 안양역 - 안양시외버스터미널(편안운수에 노선 양도)
- ● 1번 (과천시): 문원동 ↔ 문원동 (과천운수에 노선 양도)
- ● 3번: 임곡주공아파트 - 대림대학교 - 삼성래미안아파트 - 비산사거리 - 안양중앙시장 - 안양1번가 - 안양역 - 안양시외버스터미널 (동안운수에 노선 양도)
- ● 3-1번: 임곡주공아파트 - 대림대학교 - 일번가지하차도 - 안양1번가 - 안양역 - 안양시외버스터미널 (동안운수에 노선 양도)
- ● 5번: 관양고등학교 - 안양종합운동장 - 삼호아파트 - 경기글로벌통상고등학교 - 동안구청 - 범계역 - 이마트 평촌점 - 평촌도서관 - 부안중학교 (편안운수에 노선 양도)
- ● 5-3번: 명학역 - 덕천마을 - 비산사거리 - 경기글로벌통상고등학교 - 범계역 - 범계중학교 - 신촌동 무궁화단지[5] (편안운수에 노선 양도)
- ● 7번: 임곡주공A - 대림대학교 - 비산사거리 - 경기글로벌통상고등학교 - 동안구청 - 범계역 - 귀인중학교 - 농수산물도매시장 - 내손체육공원 - 동안고등학교 - 이마트 평촌점 - 법원,검찰청 - 안양과천교육지원청 (동안운수에 노선 양도)
- ● 8번: 포도원 - 호계사거리 - 방축사거리 - 범계역 - 안양시청 - 인덕원역 - 관양지구(동편마을) (편안운수에 노선 양도)
- ● 11번: 청계원터마을 - 청계휴먼시아 1,3,4,6단지 - 서울구치소 - 내손초등학교 - 백운고등학교 - 갈뫼중학교 - 계원예술대학교 - 갈뫼지구 (덕장운수에 노선 양도)
- ● 11-1번: 인덕원역 - 포일2지구(숲속마을) - 서울구치소 - 백운중학교 - 내손국민은행 - 계원예술대학교 - 갈뫼중학교 - 갈뫼지구 (덕장운수에 노선 양도)

### 도시형버스
- ● 구 1-3번 (고천영업소): 고천사거리 - 호계사거리 - 농수산물시장 - 인덕원 - 과천 - 사당역
- ● 1-3번 (2008년) (부곡영업소): 월암동종점 - 고천사거리 - 호계사거리 - 범계사거리 - 만안구청 - 안양1번가 - 안양대교 - 석수시장 (구 1-2번 청색)
- ● 1-6번 (옛 평촌영업소): 평촌역 - 범계역 - 전파연구소 - 만안구청 - 안양1번가 - 관악역 - 석수역 - 금천구청 - 봉천역 - 서울대입구역[4] (현재의 1번)
- ● 2번 (충훈부영업소): 충훈부 - 안양일번가 - 군포 - 반월 - 본오동 - 안산시 선부동/반월공단
- ● 구 3-1번 (평촌영업소): 평촌 - 안양일번가 - 석수동
- ● 3-1번 : 군포공영차고지 - 군포복합화물터미널 후문 - 용호고등학교 - 군포시청.산본역 - 금정역 - 성결대학교.안양아트센터.명학역 - 만안구청 - 안양1번가 - 박달우성아파트 - 노루페인트 안양공장 - 광명역 - 기아자동차 소하공장 - 광명시민체육관 - 철산역 (2019년 7월 1일 폐선)
- ● 5-1번 (고천영업소): 고천차고지 - 호계구사거리 - 안양국제유통단지 - 성결대학교입구 - 안양1번가 - 관악역 - 금천구청 - 구로디지털단지역 - 도림동 - 문래동 - 영등포구청역 - 영등포시장역 - 영등포역 (구 5번, 2011-08-08 ~ 2015-01-19)
- ● 6번 (충훈부영업소): 박달동 - 안양과학대학 - 안양일번가 - 금정역 - 시민회관 - 산본4단지 (1997년 8월 폐선)
- ● 구 6-1번: 박달동 - 안양일번가 - 금정역 - 산본역 - 군포고 - 군포중 - 군포역 - 부곡동
- ● 6-1번 (충훈부영업소): 충훈부 - 석수 I park - 충훈2교 - 박달삼거리 - 안양역 - 안양1번가 - 성결대학교 - 호계도서관 - 범계역 - 안양시청 - 동일테크노타운 - 인덕원역 - 포일2지구(숲속마을3단지) (2011-12-08 ~ 2012-08-17, 이후 노선 변경 및 6-3번으로 번호 변경)
- ● 6-2번: 당정동 - 당정고가 - 군포역 - 금정역 - 시민회관 - 산본6,7단지 - 산본역 - 군포역 - 당동주공
- ● 6-3번: 충훈부 - 석수 I park - 안양대교 - 안양역 - 안양1번가 - 성결대학교 - 호계도서관 - 범계역 - 안양시청 - 동일테크노타운 - 인덕원역 - 포일2지구(숲속마을3단지) (2012년 8월 17일 6-1번 노선 변경, 2018년 7월 16일 82번과 통합하여 83번으로 변경)
- ● 9번 (청색, 충훈부영업소): 충훈부 - 안양역 - 인덕원역 - 사당역 - 시흥동 - 광명역 - 충훈부 (반시계방향 순환) (2006년 2월 20일 폐지)[6]
- ● 9-1번: 과천 - 사당역 - 예술의전당 - 양재역 - 복정역 - 태평역 - 모란역 - 상대원동
- ● 9-2번 (고천영업소): 포일단지 - 과천 - 사당역[7]
- ● 9-3번 (청색, 충훈부영업소): 충훈부 - 광명역 - 시흥동 - 사당역 - 인덕원역 - 안양역 - 충훈부 (시계방향 순환) (2006년 2월 20일 폐지)[6]
- ● 22번 (군포영업소): 군포공영차고지 - 범계역 - 덕장초등학교 (2009-04-22 ~ 2012-11, 이후 계열사인 보영운수에 노선 양도)
- ● 55번 (충훈부영업소): 안양 - 과천 - 사당 - 서초동
- ● 55-1번: 과천시 문원동 - 사당 - 교대역
- ● 61번: 산본4단지 - 3단지 - 산본역 - 금정역 - 군포역 - 부곡동
- ● 구 82번: 대안중학교 - 인덕원 - 안양일번가 - 물왕리
- ● 82번(충훈부영업소): 충훈부 - 충훈고등학교 - 석수시장 - 관악역 - 석수역(연현마을) (2016년 12월 16일 신설, 2018년 7월 16일 6-3번과 통합하여 83번으로 변경)
- ● 83번(충훈부영업소): 숲속마을3.5단지 - 인덕원역 - 동일테크노타운 - 평촌역 - 안양시청 - 동안구청 - 비산사거리.이마트 - 안양1번가.안양고용센터 - 안양역 - 박달사거리.박달1동행정복지센터 - 박달초교.안양고교 - 충훈2교 - 충훈고교 - 석수시장 - 관악역 - 석수역 (구 6-3번과 82번 통합, 2018년 7월 16일 신설, 2022년 8월 9일 계열사인 보영운수에 매각)
- ● 85번: 대안중학교 - 인덕원 - 안양일번가 - 목감
- ● 101번 (평촌영업소): 평촌 - 명학역 - 안양역
- ● 310번: 범계 - 고천사거리 - 파장동 - 수원역[8]
- ● 551번 (평촌영업소): 평촌 - 과천 - 사당
- ● 552번 (평촌영업소): 평촌단지 - 평촌역 - 무궁화단지 - 범계역 - 관양중 - 인덕원역 - 과천 - 사당역(동덕여고) - 남부터미널 - 교대역 (2004년경까지 고속터미널까지 운행) (2006년 2월 20일 폐지)[6]

### 일반좌석버스
- ● 1번 (부곡영업소): 부곡동 - 안양 - 시흥동 - 신림동 - 서초동
- ● 5번 (평촌영업소): 평촌 - 안양 - 시흥동 - 영등포
- ● 303번 (충훈부영업소): 안양역 ↔ 오리역[9]
- ● 500번 (고천영업소): 동수원 - 창룡문 - 수원종합운동장 - 조원동 - 파장동 - 고천 - 호계신사거리 - 비산동 - 관악역 - 석수역 - 시흥동 - 말미고개 - 구로공단[10]
- ● 550번 (충훈부영업소): 충훈부 - 과천 - 사당 - 교대역

## 주요 운행차종

#### 자일대우버스
- 자일대우 NEW BS090

#### KGM커머셜
- KGM 스마트 110

#### 현대자동차
- 현대 그린시티
- 현대 뉴 슈퍼 에어로시티
- 현대 저상 뉴 슈퍼 에어로시티
- 현대 블루시티
- 현대 일렉시티
- 현대 뉴 프리미엄 유니버스 스페이스 럭셔리
- 현대 뉴 프리미엄 유니버스 프라임

#### 본럭 버스
- BLK 일레누스

## 사업장 현황
- 본사 : 경기도 안양시 만안구 일직로 119 (석수동)
- 충훈부영업소 : 경기도 안양시 만안구 석수로 220 (석수동)
- 창박골영업소 : 경기도 안양시 만안구 창박로 46 (안양동)
- 평촌영업소 : 경기도 안양시 동안구 벌말로102번길 4 (관양동)
- 군포영업소 : 경기도 군포시 번영로 179-46 (군포동)
- 월암영업소 : 경기도 의왕시 왕소나무길 29-15 (부곡동)
- 부곡영업소 : 경기도 군포시 송부로 153 (부곡동)

## 사진

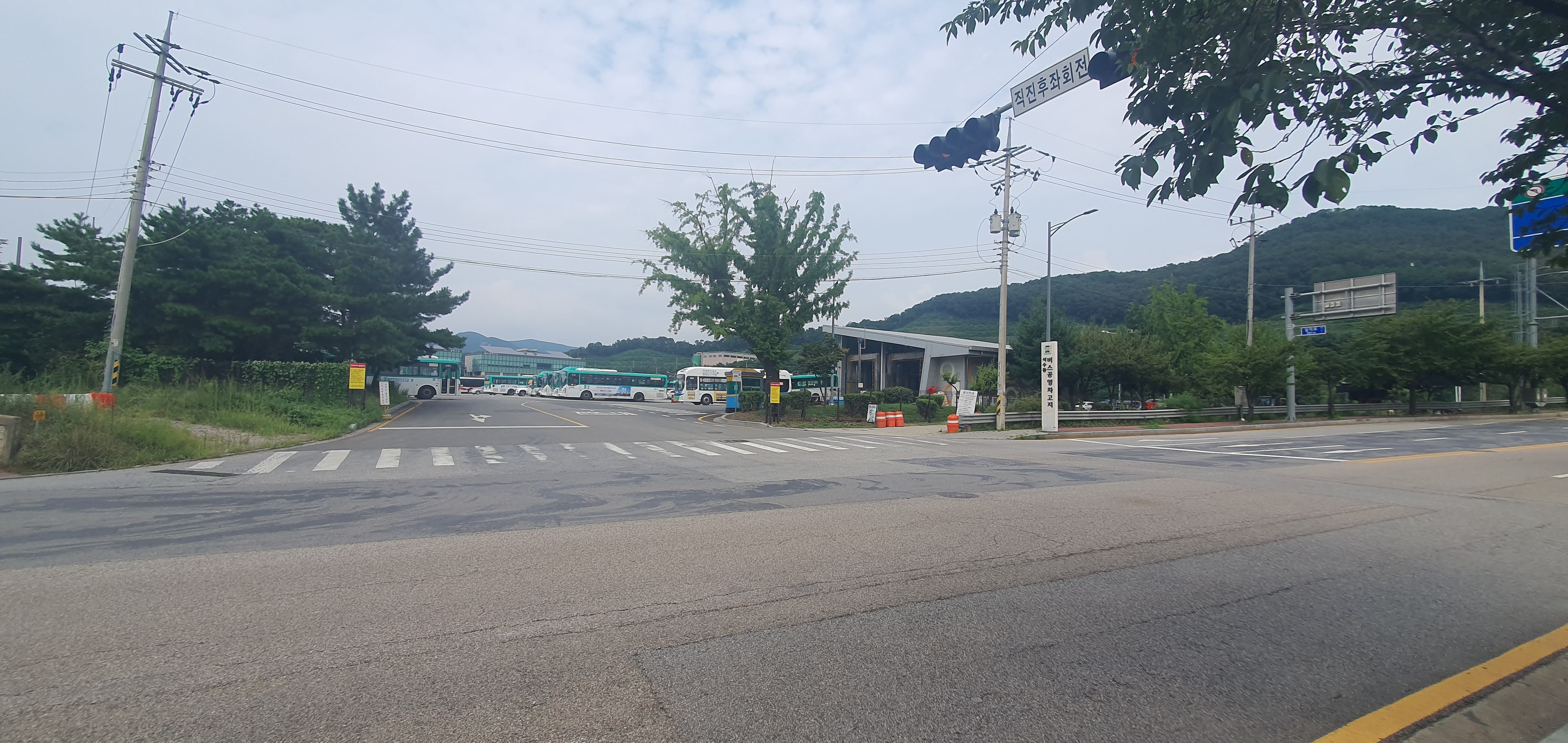
본사 공영차고지